# Daisuke Oku
Daisuke Oku (jap. 奥大介 Oku Daisuke; ur. 7 lutego 1976 w Amagasaki, zm. 17 października 2014 w Miyakojima) – piłkarz japoński, grający podczas kariery na pozycji pomocnika. Zginął w wypadku samochodowym 17 października w Miyakojimie na wyspie Okinawa.

## Kariera klubowa
Pierwszym klubem piłkarskim w karierze Daisuke Oku był Jubilo Iwata, do którego trafił w 1994. Z Jubilo dwukrotnie zdobył mistrzostwo Japonii w 1997 i 1999, J-League Cup w 1998 oraz Azjatycką Ligę Mistrzów w 1999 r. W 1998 r. został wybrany do Jedenastki Sezonu J-League.
W 2002 r. przeszedł do Yokohama F. Marinos. Z drużyną tą dwukrotnie zdobył mistrzostwo J-League w 2003 i 2004. W 2003 i 2004 został wybrany do Jedenastki Sezonu J-League.
W 2007 r. zmienił klub, przechodząc do lokalnego rywala – Yokohama FC. Wystąpił w nim 23 czerwca 2007 w przegranym 2-4 meczu z Kashiwą Reysol. Było to nieudane pożeganie z J-League, gdyż Oku został ukarany w nim czerwoną kartką. Ogółem w J-League Oku rozegrał 280 spotkań, w których strzelił 62 bramki.
| Sezon | Klub                | Kraj    | Rozgrywki | Mecze | Bramki |
| ----- | ------------------- | ------- | --------- | ----- | ------ |
| 1994  | Jubilo Iwata        | Japonia | J-League  | 0     | 0      |
| 1995  | Jubilo Iwata        | Japonia | J-League  | 0     | 0      |
| 1996  | Jubilo Iwata        | Japonia | J-League  | 6     | 0      |
| 1997  | Jubilo Iwata        | Japonia | J-League  | 26    | 9      |
| 1998  | Jubilo Iwata        | Japonia | J-League  | 32    | 12     |
| 1999  | Jubilo Iwata        | Japonia | J-League  | 28    | 7      |
| 2000  | Jubilo Iwata        | Japonia | J-League  | 30    | 4      |
| 2001  | Jubilo Iwata        | Japonia | J-League  | 25    | 4      |
| 2002  | Yokohama F. Marinos | Japonia | J-League  | 26    | 7      |
| 2003  | Yokohama F. Marinos | Japonia | J-League  | 26    | 5      |
| 2004  | Yokohama F. Marinos | Japonia | J-League  | 25    | 10     |
| 2005  | Yokohama F. Marinos | Japonia | J-League  | 25    | 1      |
| 2006  | Yokohama F. Marinos | Japonia | J-League  | 15    | 2      |
| 2007  | Yokohama FC         | Japonia | J-League  | 16    | 1      |

## Kariera reprezentacyjna
W reprezentacji Japonii Oku zadebiutował w 1998 r. W 1999 r. wystąpił z nią na Copa América 1999, w dwóch meczach grupowych, z Boliwią i Peru.
W 2000 r. zdobył Puchar Azji. Na tym turnieju wystąpił w zremisowanym 1-1 meczu grupowym z Katarem, w wygranym 4-1 ćwierćfinale z Irakiem oraz w finałowym meczu z Arabią Saudyjską, w którym wszedł na boisko w 88 min.
W 2003 r. wystąpił w Pucharze Konfederacji. Na tym turnieju wystąpił tylko w przegranym 0-1 meczu z Kolumbią. Karierę reprezentacyjną zakończył w 7 lutego 2004 w wygranym 4-0 towarzyskim meczu z Malezją. W kadrze Japonii rozegrał 26 meczów, w których strzelił 2 bramki.